# Marjo Matikainenová-Kallströmová
Marjo Tuulevi Matikainenová-Kallströmová (* 3. února 1965, Lohja) je finská politička a bývalá běžkyně na lyžích.
Je držitelkou čtyř olympijských medailí, z toho dvě jsou individuální: zlato z pětikilometrové trati z her v Calgary roku 1988 a bronz z desetikilometrové trati na stejných hrách. Má též dva štafetové bronzy, z Calgary a z her v Sarajevu roku 1984. Je rovněž dvojnásobnou individuální mistryní světa, když vyhrála závod na pět kilometrů na šampionátu v Oberstdorfu roku 1987 a závod na 15 kilometrů v Lahti roku 1989. Třikrát se stala celkovou vítězkou světového poháru v letech 1986, 1987 a 1988. Ve světovém poháru vyhrála osm závodů, sedmnáctkrát stála na stupních vítězů. Úspěšnou sportovní kariéru opustila v pouhých 24 letech, aby se mohla soustředit na svá studia na Helsinské technické univerzitě (absolvovala roku 1992) a na politickou kariéru v řadách středopravicové Národní koaliční strany, v níž to dotáhla až na post místopředsedkyně. V letech 1996 až 2004 byla za tuto stranu poslankyní Evropského parlamentu. Od roku 2004 byla poslankyní finského parlamentu (eduskunta). Od roku 2000 je členkou výkonného výboru Finského olympijského výboru.